# Окулярник буруйський
Окулярник буруйський (Zosterops buruensis) — вид горобцеподібних птахів родини окулярникових (Zosteropidae). Ендемік Індонезії.

## Опис
Довжина птаха становить 11,5-12 см, вага 11-13 г. Тім'я і верхня частина тіла темно-оливкові, спина має жовтуватий відтінок. Горло і нижня частина тіла жовті, боки темніші. Дзьоб чорний, при основі сірий. Лапи чорні або сірі. Навколо очей білі кільця, від дзьоба до очей ідуть чорні смуги, перетинаючи кільця.

## Поширення і екологія
Буруйські окулярники є ендеміками тропічних лісів і чагарникових заростей острова Буру.